# Lost media

La imagen de un carrete de película antigua es comúnmente usada como símbolo por la comunidad encargada de investigar lost media.

Lost media (en español «material perdido») es un término genérico usado para englobar al conjunto de contenido de los medios de comunicación que ya no existe o no está disponible para el público en general. El término tiene su origen en Internet y se utiliza casi exclusivamente ahí.
A través de los años ha crecido el interés de las personas por el lost media tanto dentro como fuera de Internet, hasta el punto de crearse grupos de búsqueda para recuperar ciertos materiales y páginas destinadas a enlistar los casos más conocidos. Algunas de estas comunidades han obtenido el interés de los propios medios de comunicación.

## Características

### Significado de la expresión
A día de hoy se desconocen los orígenes de la expresión, aunque la misma no ganaría popularidad sino hasta principios de la década del 2010, con la creación de la Lost Media Wiki.
El término lost media es ambiguo y no cuenta con respaldo académico, por lo que se han propuesto diferentes definiciones a través del internet que difieren un poco entre cada una; aunque la idea en común entre todas ellas es que se utilice para englobar a todo el material artístico e intangible que se ha perdido o no se encuentra disponible para su visualización por parte del público en general. Lo que sería, por ejemplo, las películas perdidas, libros perdidos, doblajes perdidos, animaciones perdidas, canciones perdidas, juegos perdidos, etc.
El término no solo se usa para referirse al material que se ha destruido y/o perdido físicamente, también se usa para referirse al contenido que todavía existe, pero que no se encuentra disponible para el público en general, ya sea por problemas legales o por no encontrarse aptas para su distribución. Un ejemplo de esto último sería la incontable cantidad de canciones inéditas del cantante Michael Jackson, pues se sabe que estas canciones existen, pero se encuentran resguardadas de tal forma que es imposible que el público en general las oiga.

### Clasificación
Tanto Lost Media Wiki como Lost Media en Español usan el mismo método de clasificación.  

##### Según el estado del material
- Encontrado: cuando el material, anteriormente perdido, se recupera al 100 %.
- Parcialmente encontrado: cuando el 50% o más del material está disponible.
- Parcialmente perdido: cuando menos del 50% del material está disponible.
- Perdido: cuando el material no se encuentra disponible en su totalidad.

##### Según la autenticidad del material
- Existencia no confirmada: Cuando se tienen dudas sobre la existencia del material. Esto puede deberse a distintos factores, como la fiabilidad de las fuentes o testimonios.
- Inexistencia confirmada: Cuando el material que se consideraba legítimo o de existencia dudosa resulta no ser real.

##### Términos en desuso
- "Cancelado", "No disponible para comercializar", "Enlatado/archivado"

Anteriormente, tanto Lost Media Wiki como Lost Media en Español usaban la clasificación "cancelado" y derivados para clasificar contenidos que nunca fueron lanzados al público. Se dejaron de usar con el fin de evitar confusiones. Los trabajos cancelados ahora se clasifican de la misma forma que todos los demás.

## Fenómeno de internet

### Comunidad
Mucho antes del origen del internet ya existía el interés, especialmente por parte de los museos, de investigar y recuperar el contenido artístico que se había perdido o no se encontraba disponible, como sería el ejemplo de la Arctic World Archive, situada en Noruega. Con la masificación del internet, se hizo más fácil para las personas compartir sus experiencias. El término lost media surgió debido a esto.
Los casos más resaltantes o que cuentan con el interés de los internautas son comúnmente alojados en el sitio Lost Media Wiki (LMW). La Lost Media Wiki fue fundada en 2012 por Daniel "Dycaite" Wilson y se considera que fue debido a su rápido crecimiento que el término lost media se hizo famoso y muy común por parte de los internautas. En español, la comunidad más grande es Lost Media en Español (LMÑ), alojada en Fandom, y que trabaja de la misma forma que Lost Media Wiki.
También se han abierto otros grupos de discusión sobre el lost media, muchos de ellos alojados en sitios como Reddit, 4chan y otros foros. La mayoría se dedican más que nada en buscar material considerado como perdido y discutir sobre ciertos temas.

### Cobertura por parte de los medios de comunicación
Las búsquedas más grandes por parte de la comunidad han ganado el interés, y, en ocasiones, la cobertura por parte de ciertos medios de comunicación. Han sido comúnmente llamados los "detectives de internet".
Lost Media Wiki saltó a la fama a mediados de la década de los años 2010 debido a su búsqueda de A Day With Spongebob Squarepants, una supuesta película no autorizada de Bob Esponja, búsqueda que se ganó el interés de las personas dentro y fuera del internet. Se supo después de cinco años de investigación que dicha película nunca existió.
El tema del contenido perdido se ha discutido en gran cantidad de foros y pódcast; algunas figuras de la comunidad, como Daniel Wilson (fundador de la Lost Media Wiki, apodado Dycaite) han sido entrevistados por ciertos portales de noticias, como la conocida revista Vice.